# Suorbitalna konfiguracija
U astronomiji je suorbitalna konfiguracija konfiguracija dvaju ili više astronomskih objekata (poput asteroida, mjeseca ili planeta) koji kruže na istoj ili vrlo sličnoj udaljenosti od svog primarnog svemirskog tijela, tj. nalaze se u 1:1 orbitalnoj rezonanci. (ili 1: -1 ako kruže u suprotnim smjerovima).
Postoji nekoliko klasa suorbitalnih tijela, ovisno o njihovoj točki libracije. Najčešća i najpoznatija klasa su trojanci koji kruži oko jedne od dvije stabilne Lagrangeove točke (trojanske točke), L4 i L5, 60° ispred i iza većeg tijela. Druga je klasa potkovasta orbita u kojoj se tijela kruže oko 180° od većeg tijela. Objekti koji se vrte oko 0° nazivaju se kvazisateliti.
Izmjena orbita se događa kada su dva suorbitalna objekta slične mase i vrše zanemariv utjecaj jedan na drugog. Predmeti mogu mijenjati velike poluosi ili ekscentričnosti orbite kad se približe jedni drugima.

## Parametri
Orbitalni parametri koji se koriste za opisivanje odnosa koorbitalnih objekata su dužina periapsisa i srednja dužina. Dužina periapsisa je zbroj srednje dužine i srednje anomalije {\displaystyle ({\lambda }=\varpi +M)} a srednja dužina zbroj je dužine uzlaznog čvora i argumenta periapsisa{\displaystyle (\varpi =\Omega +\omega )}.
Trojanski objekti kruže oko 60° ispred (L4 ) ili iza (L5) masivnijeg objekta, oba u orbiti oko još masivnijeg središnjeg objekta. Najpoznatiji primjer su asteroidi koji kruže ispred ili iza Jupitera oko Sunca. Trojanski objekti ne orbitiraju točno na niti jednoj od Lagrangeovih točaka, ali ostaju relativno blizu nje, izgleda da polako kruže oko nje. U tehničkom smislu, oni libriraju (osciliraju) okolo nje {\displaystyle ({\Delta }{\lambda },{\Delta }\varpi )} = (± 60°, ± 60°). Točka oko koje libriraju je ista, bez obzira na njihovu masu ili orbitalnu ekscentričnost.

### Trojanskimali planeti
Postoji nekoliko tisuća poznatih trojanskih manjih planeta koji kruže oko Sunca. Većina ovih orbita kreće se u blizini Jupiterovih Lagranegovih točaka, tradicionalnih Jupiterovih trojanaca. Od 2015. godine,  postoji i 13 Neptunovih trojanaca, 7 Marsovskih trojanaca, 2 Uranova trojanca (2011 QF99 i 2014 YX49) i 1 Zemaljski trojanac (2010 TK7) za koje se zna da postoje.

### Trojanski mjeseci
Saturnov sustav sadrži dva skupa trojanskih mjeseca. I Tetija i Diona imaju po dva trojanska mjeseca, Telesto i Kalipso u Tethysinim Lagrangeovim točkama L4, odnosno L5, a Helena i Polideuk u Dioninim L4 i L5 točkama.
Polideuka je primjetna po širokoj vibraciji : luta čak ± 30 ° od svoje Lagrangijeve točke i ± 2% od svog srednjeg radijusa orbite, punoglavskom orbitom za 790 dana (288 puta više od svog orbitalnog razdoblja oko Saturna, isto kao i Dione-ovo ).

#### Formiranje sustava Zemlja - Mjesec
Prema hipotezi o divovskom udaru, Mjesec je nastao nakon sudara dvaju suorbitalnih objekata: Teja, za koju se smatra da je imala oko 10% mase Zemlje (otprilike jednako masivna kao Mars), i proto-Zemlje - čije orbite uznemirili su drugi planeti, izbacujući Teju iz trojanskog položaja i uzrokujući sudar.

## Potkovaste orbite
Predmeti u potkovastoj orbiti libriraju oko 180° od primarnog tijela. Njihove orbite obuhvaćaju obje istostrane Langrangeove točke, tj L4 i L5.

### Suorbitalni mjeseci
Saturnovi mjeseci Janus i Epimetej dijele svoje orbite, a razlika u velikoj poluosi manja je od prosječnog promjera bilo koje od njih. To znači da će mjesec s manjom velikom poluosi polako sustizati drugi mjesec. Dok to čini, mjeseci gravitacijski povlače jedan drugoga, povećavajući veliku poluos sustignutog mjeseca i smanjujući poluos drugog. To preokreće njihove relativne položaje proporcionalno njihovim masama i uzrokuje da ovaj proces započne iznova s obrnutim ulogama mjeseca.

### Zemljini suorbitalni asteroidi
Pronađen je mali broj asteroida koji su u koorbitali sa Zemljom. Prvi od njih koji je otkriven, asteroid 3753 Kruitne, orbitira oko Sunca u razdoblju nešto kraćem od jedne zemaljske godine, što rezultira orbitom koja se (sa stajališta Zemlje) pojavljuje kao orbita u obliku zrna usredotočena na položaju ispred položaja Zemlje. Ova se orbita polako pomiče dalje ispred Zemljine orbitalne pozicije. Kada se Kruitnina orbita pomakne u položaj u kojem prati Zemljin položaj, umjesto da ga vodi, gravitacijski učinak Zemlje povećava orbitalno razdoblje, a time i orbita tada počinje zaostajati vraćajući se na prvobitno mjesto. Puni ciklus od vođenja do vučne Zemlje traje 770 godina, što dovodi do kretanja u obliku potkove u odnosu na Zemlju.
Otada su otkriveni rezonantniji bliski zemaljski objekti (NEO). Uključuju 54509 YORP, (85770) 1998 UP1, 2002 AA29, 2010 SO16, 2009 BD i 2015 SO2 koji postoje u rezonantnim orbitama sličnim Kruitninoj. 2010 TK7 prvi je i zasad jedini identificirani Zemljin trojanac.

## Kvazisatelit
Kvazisateliti su koorbitalni objekti koji se kreću oko 0 ° od primarnog. Kvazisatelitske orbite niske ekscentričnosti vrlo su nestabilne, ali orbite umjerene do visoke ekscentričnosti mogu biti stabilne. Čini se da kvazisatelit kruži oko primarnog tijela poput retrogradnog satelita, iako na toliko velikim udaljenostima da na njega nije gravitacijski vezan. Dva su primjera Zemljinih kvazisatelita 2014 OL339 i 469219 Kamoʻoalewa.

## Izmjene orbita
Osim zamjene velikih poluosi poput Saturnovih mjeseci Epimeteja i Janusa, druga mogućnost je dijeljenje iste osi, ali zamjena ekscentričnosti.